# 亞馬遜河針牙脂鯉
亞馬遜河針牙脂鯉，為輻鰭魚綱脂鯉目脂鯉亞目狼牙脂鯉科的其中一個種，分布於南美洲奧里諾科河、亞馬遜河及巴拉那河流域，體長可達80公分，棲息在河川底中層水域，屬肉食性，生活習性不明，可做為食用魚、遊釣魚及觀賞魚。